# Copelatus oblitus
Copelatus oblitus is een keversoort uit de familie waterroofkevers (Dytiscidae). De wetenschappelijke naam van de soort is voor het eerst geldig gepubliceerd in 1882 door Sharp.
De diersoort komt voor in Zimbabwe.